# Hamanaka
Hamanaka (浜中町?, Hamanaka-chō) è una cittadina giapponese della prefettura di Hokkaidō.

## Turismo
Nel territorio della cittadina si trova il parco naturale prefettizio di Akkeshi.